# Chloe Webb
Chloe Webb (nascida em 25 de junho de 1956) é uma atriz estadunidense.
Webb nasceu em Greenwich Village em Manhattan na cidade de Nova York. Sua estreia foi no teatro de Nova York no elenco original do longa sátira musical Forbidden Broadway. Ela recebeu o premio de Melhor Atriz da National Society of Film Critics por sua estreia no cinema em 1986 no filme Sid and Nancy, que foi baseado na relação do baixista da banda Sex Pistols Sid Vicious e sua namorada Nancy Spungen. No ano seguinte, ela fez uma outra participação interessante no filme The Belly of an Architect de Peter Greenaway e muitos filmes independentes seguidos e mais recentemente o filme Repo Chick dirigido por Alex Cox.
Em 2005 participou da série House MD no episódio "Me Deixe Morrer" na 1ª temporada.